# Москирхен
Москирхен (нем. Mooskirchen) — ярмарочная коммуна (нем. Marktgemeinde) в Австрии, в федеральной земле Штирия. 
Входит в состав округа Фойтсберг.  Площадь общины составляет 17,97 км², население — 2198 человек (1 января 2021), плотность населения — 123 чел./км². Официальный код  —  6 16 15.

## Население
| Год  | Численность |
| ---- | ----------- |
| 1869 | 1439        |
| 1889 | 1451        |
| 1890 | 1489        |
| 1900 | 1409        |
| 1910 | 1422        |
| 1923 | 1381        |
| 1934 | 1437        |
| 1939 | 1380        |
| 1951 | 1481        |
| 1961 | 1524        |
| 1971 | 1613        |
| 1981 | 1702        |
| 1991 | 1830        |
| 2001 | 1976        |
| 2011 | 2062        |
| 2021 | 2198        |

## Политическая ситуация
Бургомистр коммуны — Энгельберт Хубер (АНП) по результатам выборов 2005 года.
Совет представителей коммуны (нем. Gemeinderat) состоит из 15 мест.
- АНП занимает 8 мест.
- СДПА занимает 7 мест.